# Lecanoraceae
Lecanoraceae Körb. (1855) es una familia de líquenes crustáceos, escuamuloso y raramente fruticuloso perteneciente al orden Lecanorales. Las especies pertenecientes a esta familia poseen un talo crustáceo o incipientemente foliáceo y areolado con un hábitat muy diverso existiendo especies que se desarrollan sobre madera viva o muerta, roca e incluso especies liquenícolas, es decir que viven sobre otros líquenes. La reproducción sexual permite la dispersión únicamente del hongo simbionte. Se lleva a cabo a partir de ascosporas formadas en apotecios sésiles o inmersos en el talo vegetativo con himenio hialino o pigmentado con parafisos denominado de tipo Lecanorino precisamente por ser característico de este grupo. Las ascas presentes en este himenio forman entre 8 y más ascosporas cilíndricas a esferoidales 1 a 5 veces septadas. Los simbiontes algales son muy diversos pero los más usuales pertenecen al género Trebouxia y Pleurococcus.

## Géneros
Lecanoraceae es la familia de líquenes que más géneros incluye, aunque en muchos de ellos la pertenencia al grupo está discutida.
- Arctopeltis
- Bryonora
- Bryodina
- Calvitimela
- Carbonea
- Cladidium
- Claurouxia
- Clauzadeana
- Edrudia
- Japewiella
- Lecanora
- Lecidella
- Maronina
- Miriquidica
- Myrionora
- Psorinia
- Punctonora
- Pycnora
- Pyrrhospora
- Ramalinora
- Ramboldia
- Rhizoplaca
- Sagema
- Traponorat
- Tylothallia
- Vainionora